# Музей современного искусства (Денвер)
Музей современного искусства в Денвере (англ. Museum of Contemporary Art Denver, сокр. MCA Denver) — музей в Денвере, Колорадо, посвящённый современному искусству.

## История и деятельность
Музей был основан в 1996 году, когда филантроп Сью Кэннон (Sue Cannon) и группа волонтёров, куда входили Марина Грейвс (Marina Graves), Марк Синк, Дейл Чисман и Лоуренс Арджент, создали в Денвере первый специализированный дом для современного искусства в городе Денвер. В течение последующих семи лет музей занимал здание отремонтированного рыбного рынка на площади Sakura Square в нижнем центре Денвера.
В 2003 году девелопер Марк Фальконе (Mark Falcone) и дизайнер Эллен Брусс (Ellen Bruss), являющиеся членами Попечительского совета музея, пожертвовали землю в Денверской долине Platte Valley (которая позже была оценена в 1,5 миллиона долларов), чтобы способствовать строительству нового музейного здания. В результате кампании по сбору средств были собраны необходимые деньги в размере 18,6 млн долларов, и в июне 2005 года комитет правления отобрал 6 проектов от 47 архитекторов, участвовавших в конкурсе. Каждый из конкурсантов участвовал в публичном обсуждении его проекта.
В октябре 2007 года под руководством Сидни Пэйтон (Cydney Payton) Музей современного искусства в Денвере открыл новое здание площадью 27 000 квадратных футов также в нижнем центре Денвера, спроектированное архитектором Дэвидом Аджайем из компании Adjaye Associates (Великобритания). В музее находятся пять галерей, а также специальные учебные помещения, магазин, библиотека и кафе на крыше.
В марте 2009 года новым директором музея был назначен Адам Лернер — основатель и исполнительный директор Лаборатории искусства и идей в Белмаре. После назначения Лернера директором музея, в марте 2009 года Лаборатория искусства и идей влилась в Денверский музей современного искусства. С 2019 года директором музея является Нора Абрамс (Nora Burnett Abrams). Музей является некоммерческой организацией и управляется Советом попечителей, который в настоящее время возглавляет Марта Рекордс (Martha Records).
В Денверском музее современного искусства нет постоянной коллекции. Выставки здесь проводятся 3-4 раза в год, каждая длительностью 2-4 месяца. В музейных экспозициях были представлены многие художники, среди них: Татьяна Бласс, Брайан Бресс, Дэмиен Херст, Йонас Бургерт, Дэвид Альтмейд, Крис Офили, Вонгечи Муту, Лорейн О’Грэйди, Джейн Хаммонд, Дана Шутц, Пол Сиэтсема и другие.
Когда были объединены Денверский музей и Белмарская лаборатория искусства, была представлена обширная программа Элиссы Аутер (Elissa Auther) и Джиллиан Сильверман (Gillian Silverman) — «Feminism & CO at The Lab at Belmar» — ставшая уникальной специализированной выставкой, где пересеклись феминизм и современное искусство.

Залы музея
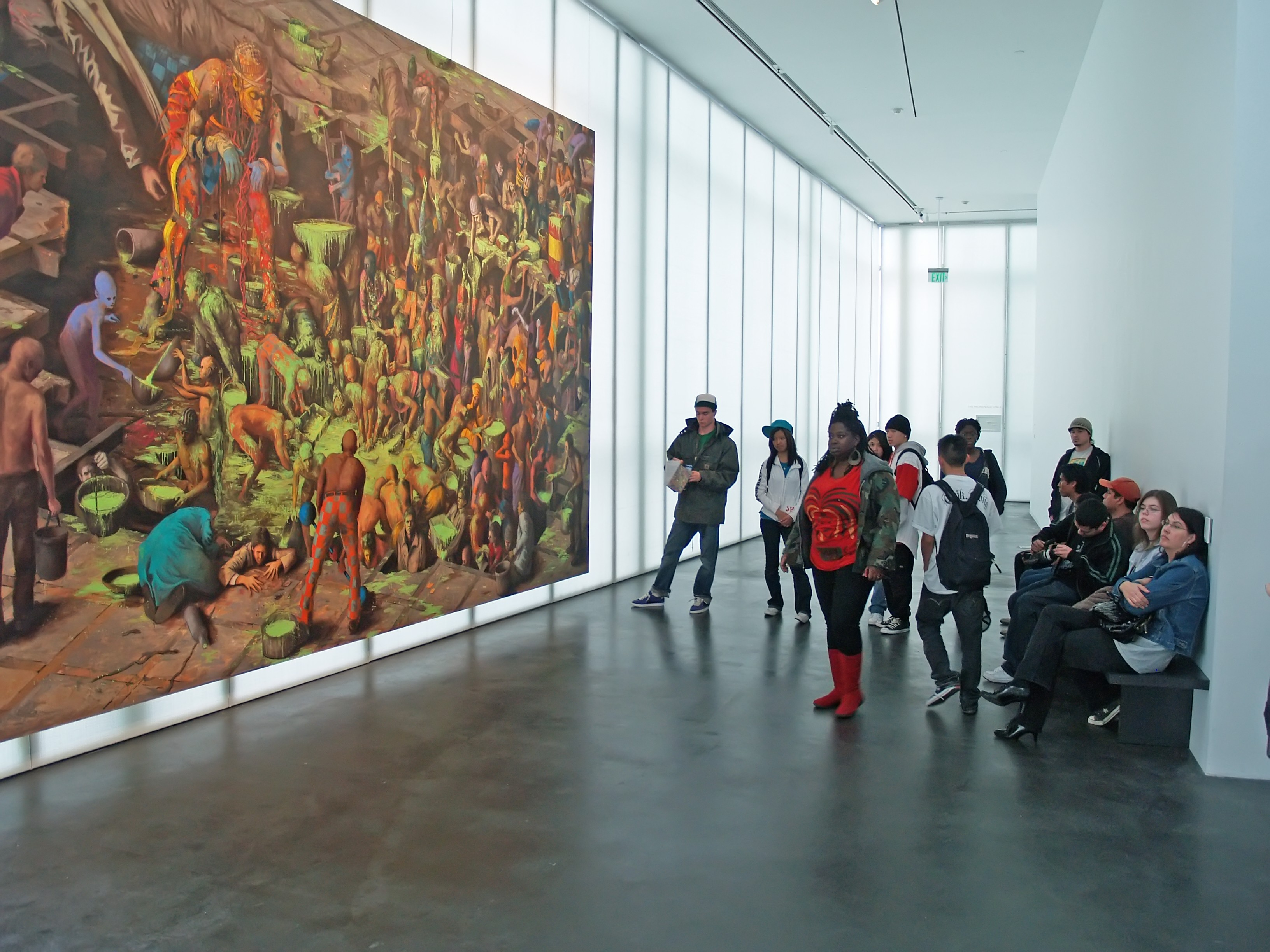
Картина Йонаса Бургерта Second Day Nothing
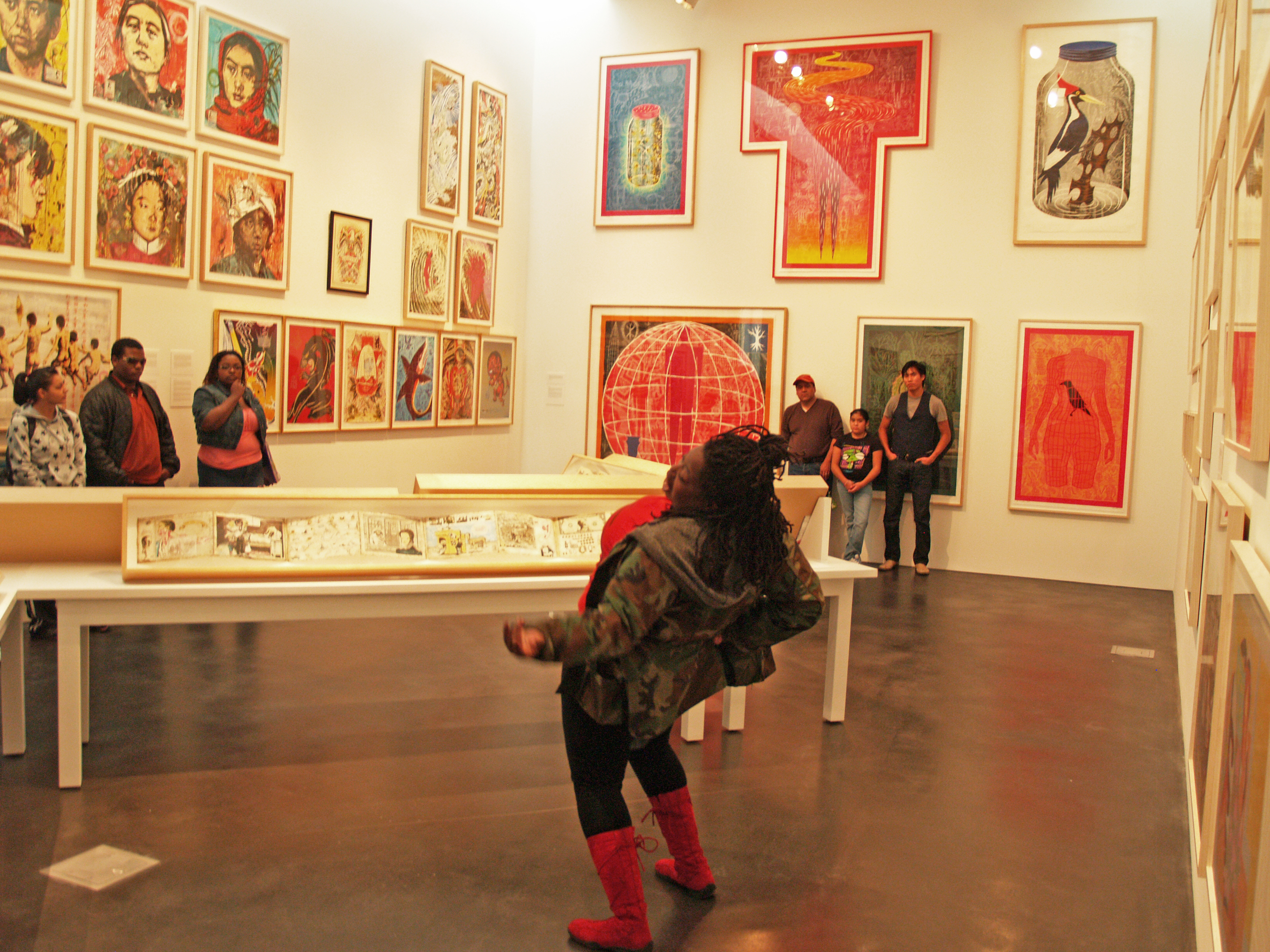
Выставка Бада Шарка (Bud Shark)